# كومبين دي بوفيري

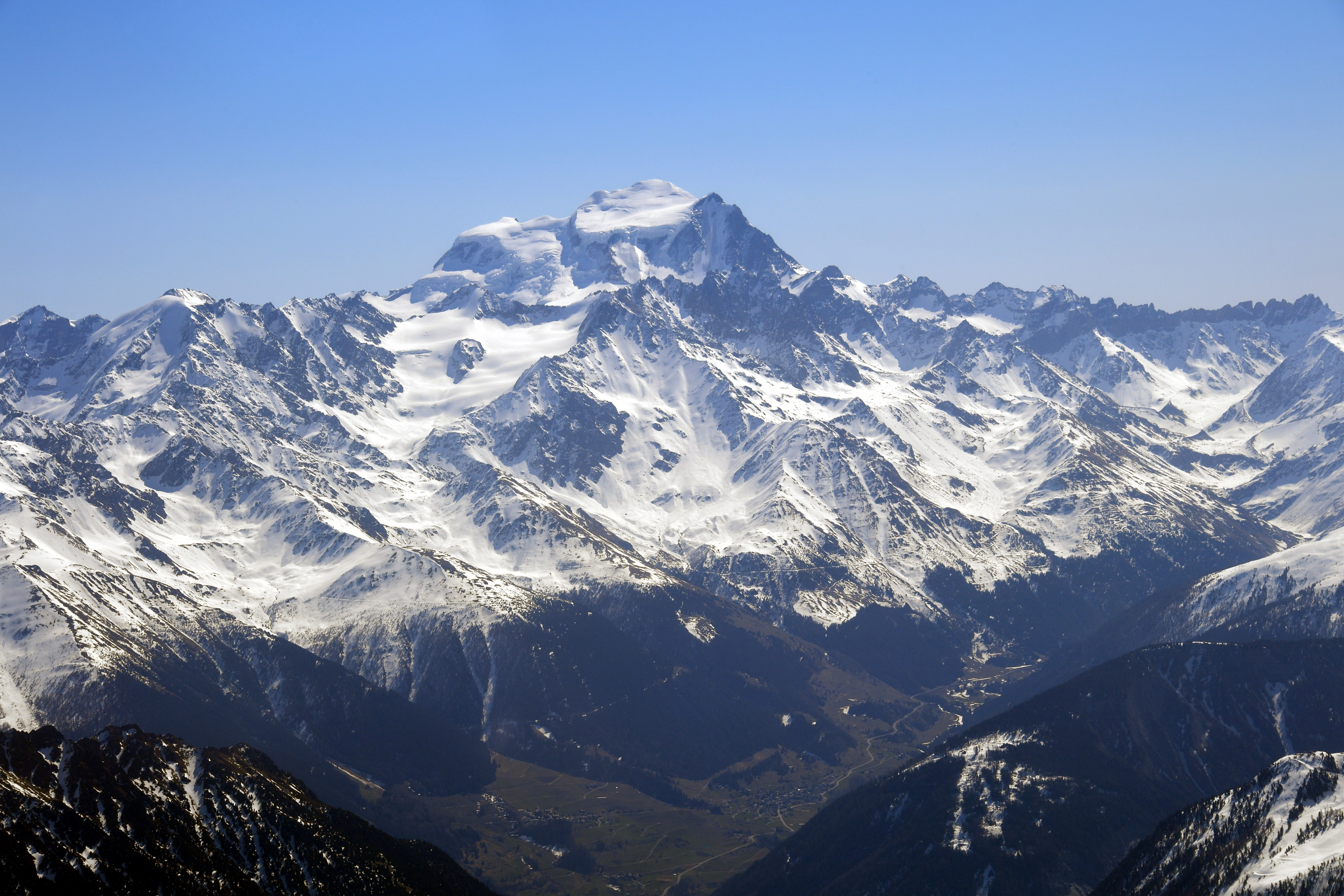
صورة جوية لسلسلة جبال غراند كومبان من الشمال الغربي

كومبين دي بوفيري (بالإنجليزية: Combin de Boveire) هو أحد جبال سلسلة جبال الألب بينيني وجزء من القمة الأم غراندي إيغويلي يقع في كانتون فاليز، سويسرا. يبلغ ارتفاع الجبل حوالي 3663 متر، بينما يبلغ ارتفاع نتوء الجبل 173 متر.